# Ribe (släkt)
Ribe är en svensk släkt, av vilken flera medlemmar under 1600- och 1700-talen utmärkte sig som läkare.
- Ribe, Mattias Bernhard, 1625–1696, hovkirurg hos Karl XI.
- Ribe, Evald, 1667–1753, kunglig hovkirurg och överdirektör i Kirurgiska societeten.
- Ribe, Mattias, 1675–1723, livmedikus hos änkedrottning Hedvig Eleonora och, sedan 1705, hos Karl XII, samt utnämnd till preses i Collegium medicum. Adlad 1713 med namnet Riben.
- Ribe, Evald, 1701–1752, hov- och livmedikus, arkiater och preses i Collegium medicum, ledamot av Kungliga Vetenskapsakademien. Adlad 1746. Hans barn antog namnet Ribben.
- Ribe, Carl Fredrik, 1708–1764, livkirurg hos Fredrik I. Invaldes 1745 i Kungliga Vetenskapsakademien och var på sin tid Sveriges främste ögonläkare.